# Kevin Kuske
Kevin Kuske (Potsdam, 4 gennaio 1979) è un bobbista ed ex velocista tedesco.
Detiene il record di medaglie d'oro vinte nel bob alle Olimpiadi (quattro, in coabitazione con André Lange): bob a quattro a Salt Lake City 2002, la "doppietta" bob a due/bob a quattro ottenuta a Torino 2006, impresa riuscita soltanto ad altri dieci bobbisti (cinque piloti e altrettanti frenatori) in altre cinque edizioni dei giochi, e infine bob a due a Vancouver 2010. Tra gli atleti più vincenti nella storia di questo sport, Kuske può inoltre vantare 7 titoli mondiali, 6 europei e 45 vittorie di tappa in gare di Coppa del Mondo.
È fratello di Lucas, anch'egli bobbista di livello internazionale.

## Biografia

### Gli inizi nell'atletica
Prima di dedicarsi al bob Kuske era un velocista nell'atletica leggera, vincendo una medaglia di bronzo nella staffetta 4×100 metri ai Mondiali juniores di Annecy 1998.

### Il passaggio al bob
Nel 1999 passò al bob come frenatore per la squadra nazionale tedesca. Esordì in Coppa del Mondo nella stagione 2000/01 competendo tanto nel bob a due quanto nel bob a quattro negli equipaggi guidati da André Lange, pilota con il quale stabilirà un sodalizio nel corso delle stagioni che porteranno entrambi ad ottenere numerosi successi. Dopo il ritiro di Lange, avvenuto al termine della stagione 2009/10 Kuske entrò a far parte delle formazioni pilotate da Thomas Florschütz, Maximilian Arndt e Nico Walther. In carriera ha ottenuto ben 45 vittorie di tappa in Coppa del Mondo, che lo pongono quindi tra gli atleti più vincenti nella storia del massimo circuito internazionale.

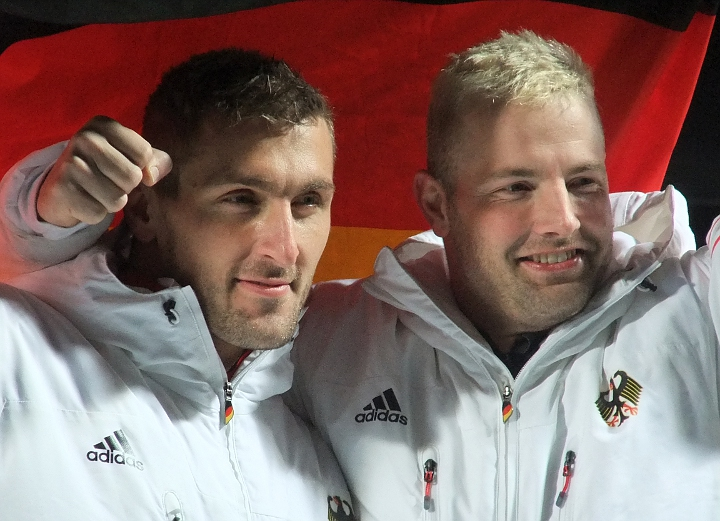
Kuske (a sinistra) con André Lange, vincitori della medaglia d'oro olimpica nel bob a due a

Prese parte a cinque edizioni dei Giochi olimpici invernali: a Salt Lake City 2002 conquistò l'oro nel bob a quattro con i compagni André Lange, Carsten Embach ed Enrico Kühn. Quattro anni dopo, a Torino 2006 ripeté l'impresa nella stessa specialità con André Lange, René Hoppe e Martin Putze, oltre a vincere l'oro nel bob a due con Lange. A Vancouver 2010 ha conquistato l'oro nel bob a due con Lange e l'argento nel bob a quattro insieme a Lange, Alexander Rödiger e Martin Putze mentre a Soči 2014 giunse quinto nel bob a quattro e nono nel bob a due e in entrambe le gare con Thomas Florschütz alla guida delle slitte. A Pyeongchang 2018 vinse la sua sesta medaglia olimpica conquistando l'argento a quattro con Nico Walther, Alexander Rödiger ed Eric Franke, in quella che fu l'ultima gara della sua ventennale carriera.

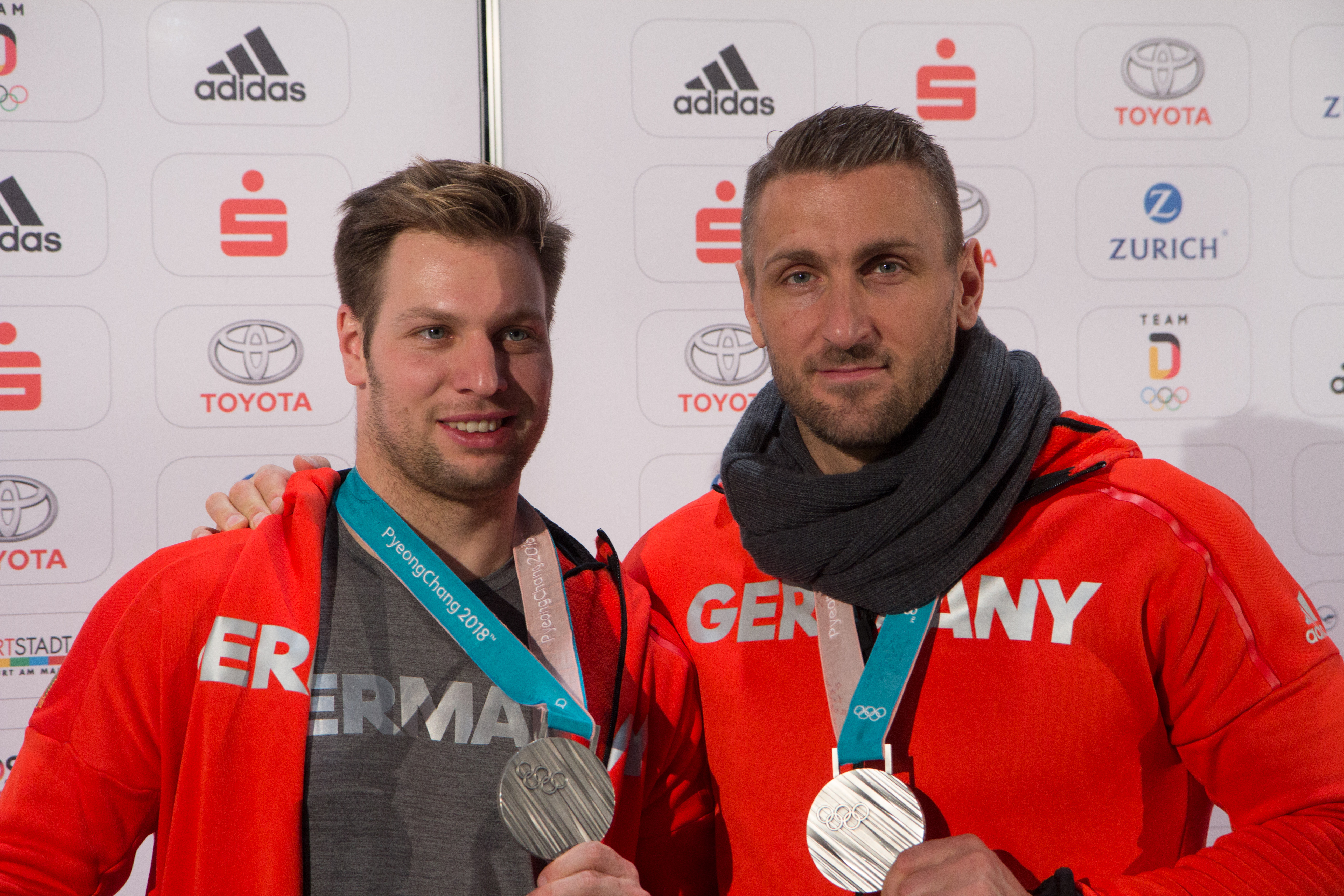
Kuske (a destra) assieme a Nico Walther, con al collo la medaglia d'argento conquistata nel bob a quattro a nell'ultima gara della sua carriera

Kuske può inoltre vantare un notevole bottino ai mondiali con un totale di 15 medaglie conquistate, risultato che lo pone al vertice tra gli atleti più medagliati nella storia delle competizioni iridate (seguito dai connazionali André Lange e Wolfgang Hoppe e dallo svizzero Erich Schärer, tutti a quota 14), suddivise in sette ori ottenuti in cinque edizioni consecutive, da Lake Placid 2003 ad Altenberg 2008, quattro argenti e quattro bronzi. Tutte le medaglie sono state vinte nell'arco di 14 anni, dai due titoli conquistati in entrambe le specialità nel 2003 con Lange, sino al bronzo nel bob a quattro vinto a Schönau am Königssee 2017 con Nico Walther alla guida.
Agli europei ha invece totalizzato 22 medaglie di cui sei d'oro, nove d'argento e sette di bronzo: le prime due le ottenne in entrambe le specialità a Cortina d'Ampezzo 2002 (oro a quattro e argento a due) mentre conquistò l'ultima (d'argento) a Winterberg 2017 nel bob a quattro. Ha inoltre vinto due titoli nazionali, uno nel bob a due e uno nel bob a quattro.
Si è ritirato dall'attività agonistica al termine dei Giochi di Pyeongchang 2018.

## Palmarès

### Olimpiadi
- 6 medaglie:
  - 4 ori (bob a quattro a Salt Lake City 2002; bob a due, bob a quattro a Torino 2006; bob a due a Vancouver 2010);
  - 2 argenti (bob a quattro a Vancouver 2010; bob a quattro a Pyeongchang 2018).

### Mondiali
- 15 medaglie:
  - 7 ori (bob a due, bob a quattro a Lake Placid 2003; bob a quattro a Königssee 2004; bob a quattro a Calgary 2005; bob a due a Sankt Moritz 2007; bob a due, bob a quattro ad Altenberg 2008);
  - 4 argenti (bob a due a Calgary 2005; bob a quattro a Lake Placid 2009; bob a due a Königssee 2011; bob a quattro a Lake Placid 2012);
  - 4 bronzi (bob a due a Königssee 2004; bob a quattro a Sankt Moritz 2007; bob a due a Lake Placid 2012; bob a quattro a Schönau am Königssee 2017).

### Europei
- 22 medaglie:
  - 6 ori (bob a quattro a Cortina d'Ampezzo 2002; bob a quattro a St. Moritz 2004; bob a due a St. Moritz 2006; bob a quattro a Cortina d'Ampezzo 2007; bob a quattro ad Igls 2010; bob a due ad Altenberg 2012);
  - 9 argenti (bob a due a Cortina d'Ampezzo 2002; bob a due a Winterberg 2003; bob a quattro a St. Moritz 2006; bob a due a Cesana 2008; bob a due ad Igls 2010; bob a due, bob a quattro a Winterberg 2011; bob a due ad Igls 2010; bob a quattro a Winterberg 2017);
  - 7 bronzi (bob a due a St. Moritz 2004; bob a due a Cortina d'Ampezzo 2007; bob a quattro a Cesana 2008; bob a quattro ad Altenberg 2012; bob a quattro ad Igls 2013; bob a due a Königssee 2014; bob a due a Sankt Moritz 2016).

### Coppa del Mondo
- 89 podi (37 nel bob a due e 52 nel bob a quattro)[1]:
  - 45 vittorie (21 nel bob a due, 24 nel bob a quattro);
  - 25 secondi posti (10 nel bob a due, 15 nel bob a quattro);
  - 19 terzi posti (6 nel bob a due, 13 nel bob a quattro).

#### Coppa del Mondo - vittorie[1]
| Data             | Luogo                | Paese       | Disciplina                                                                |
| ---------------- | -------------------- | ----------- | ------------------------------------------------------------------------- |
| 18 novembre 2001 | Lake Placid          | Stati Uniti | a quattro con André Lange (pilota), Lars Behrendt e Carsten Embach        |
| 8 dicembre 2001  | Igls                 | Austria     | a quattro con André Lange (pilota), Enrico Kühn e Carsten Embach          |
| 26 gennaio 2002  | Cortina d'Ampezzo    | Italia      | a quattro con André Lange (pilota), Enrico Kühn e Carsten Embach          |
| 1º dicembre 2002 | Altenberg            | Germania    | a quattro con André Lange (pilota), René Hoppe e Carsten Embach           |
| 7 dicembre 2002  | Igls                 | Austria     | a due con André Lange (pilota)                                            |
| 8 dicembre 2002  | Igls                 | Austria     | a quattro con André Lange (pilota), René Hoppe e Carsten Embach           |
| 7 febbraio 2003  | Calgary              | Canada      | a due con André Lange (pilota)                                            |
| 8 febbraio 2003  | Calgary              | Canada      | a quattro con André Lange (pilota), René Hoppe e Carsten Embach           |
| 22 novembre 2003 | Calgary              | Canada      | a quattro con André Lange (pilota), René Hoppe e Thomas Pöge              |
| 30 novembre 2003 | Lake Placid          | Stati Uniti | a quattro con André Lange (pilota), René Hoppe e Lars Behrendt            |
| 20 dicembre 2003 | Altenberg            | Germania    | a due con André Lange (pilota)                                            |
| 21 dicembre 2003 | Altenberg            | Germania    | a quattro con André Lange (pilota), René Hoppe e Lars Behrendt            |
| 25 gennaio 2004  | St. Moritz           | Svizzera    | a quattro con André Lange (pilota), Udo Lehmann e René Hoppe              |
| 14 febbraio 2004 | Igls                 | Austria     | a due con André Lange (pilota)                                            |
| 15 febbraio 2004 | Igls                 | Austria     | a quattro con André Lange (pilota), Udo Lehmann e René Hoppe              |
| 27 novembre 2004 | Winterberg           | Germania    | a due con André Lange (pilota)                                            |
| 11 novembre 2005 | Calgary              | Canada      | a due con André Lange (pilota)                                            |
| 12 novembre 2005 | Calgary              | Canada      | a quattro con André Lange (pilota), René Hoppe e Martin Putze             |
| 19 novembre 2005 | Lake Placid          | Stati Uniti | a due con André Lange (pilota)                                            |
| 21 gennaio 2006  | St. Moritz           | Svizzera    | a due con André Lange (pilota)                                            |
| 1º dicembre 2006 | Calgary              | Canada      | a due con André Lange (pilota)                                            |
| 2 dicembre 2006  | Calgary              | Canada      | a quattro con André Lange (pilota), Alexander Rödiger e Martin Putze      |
| 7 dicembre 2006  | Park City            | Stati Uniti | a due con André Lange (pilota)                                            |
| 16 dicembre 2006 | Lake Placid          | Stati Uniti | a due con André Lange (pilota)                                            |
| 7 febbraio 2007  | Winterberg           | Germania    | a due con André Lange (pilota)                                            |
| 23 febbraio 2007 | Schönau am Königssee | Germania    | a due con André Lange (pilota)                                            |
| 30 novembre 2007 | Calgary              | Canada      | a due con André Lange (pilota)                                            |
| 3 febbraio 2008  | Schönau am Königssee | Germania    | a quattro con André Lange (pilota), René Hoppe e Alexander Metzger        |
| 30 novembre 2008 | Winterberg           | Germania    | a quattro con André Lange (pilota), Alexander Rödiger e Martin Putze      |
| 6 dicembre 2008  | Altenberg            | Germania    | a due con André Lange (pilota)                                            |
| 19 dicembre 2009 | Altenberg            | Germania    | a due con André Lange (pilota)                                            |
| 20 dicembre 2009 | Altenberg            | Germania    | a quattro con André Lange (pilota), René Hoppe e Martin Putze             |
| 10 gennaio 2010  | Schönau am Königssee | Germania    | a quattro con André Lange (pilota), René Hoppe e Martin Putze             |
| 16 gennaio 2010  | St. Moritz           | Svizzera    | a due con André Lange (pilota)                                            |
| 17 gennaio 2010  | St. Moritz           | Svizzera    | a quattro con André Lange (pilota), René Hoppe e Martin Putze             |
| 24 gennaio 2010  | Igls                 | Austria     | a quattro con André Lange (pilota), René Hoppe e Martin Putze             |
| 10 dicembre 2011 | La Plagne            | Francia     | a due con Thomas Florschütz (pilota)                                      |
| 17 dicembre 2011 | Winterberg           | Germania    | a due con Thomas Florschütz (pilota)                                      |
| 18 dicembre 2011 | Winterberg           | Germania    | a quattro con Thomas Florschütz (pilota), Gino Gerhardi e Thomas Blaschek |
| 7 gennaio 2012   | Altenberg            | Germania    | a due con Thomas Florschütz (pilota)                                      |
| 5 gennaio 2013   | Altenberg            | Germania    | a due con Thomas Florschütz (pilota)                                      |
| 28 febbraio 2016 | Schönau am Königssee | Germania    | a quattro con Maximilian Arndt (pilota), Alexander Rödiger e Martin Putze |
| 17 novembre 2017 | Park City            | Stati Uniti | a quattro con Nico Walther (pilota), Christian Poser ed Eric Franke       |
| 7 gennaio 2018   | Altenberg            | Germania    | a quattro con Nico Walther (pilota), Christian Poser ed Eric Franke       |
| 21 gennaio 2018  | Schönau am Königssee | Germania    | a quattro con Nico Walther (pilota), Alexander Rödiger ed Eric Franke     |

### Campionati tedeschi
- 9 medaglie:
  - 2 ori (bob a quattro a Winterberg 2009; bob a due a Schönau am Königssee 2012);
  - 6 argenti (bob a due, bob a quattro a Schönau am Königssee 2004; bob a due, bob a quattro a Winterberg 2011; bob a due ad Altenberg 2016; bob a quattro a Schönau am Königssee 2017);
  - 1 bronzo (bob a due a Winterberg 2009).

### Atletica leggera
| Anno | Manifestazione    | Sede   | Evento  | Risultato | Prestazione | Note                                           |
| ---- | ----------------- | ------ | ------- | --------- | ----------- | ---------------------------------------------- |
| 1998 | Mondiali juniores | Annecy | 4×100 m | Bronzo    | 39"99       | con Tobias Unger, Stefan Holz e Zapletal Jirka |